# هارالد لش
هارالد لش (آلمانی: Harald Lesch؛ زاده ۲۸ ژوئیهٔ ۱۹۶۰ در گیسن، هسن) فیزیک‌دان آلمانی، فیلسوف، خبرنگار، ستاره‌شناس، نویسنده، مجری تلویزیون، استاد فیزیک در دانشگاه لودویگ ماکسیمیلیان مونیخ (LMU) و استاد فلسفه طبیعی در دانشگاه فلسفه مونیخ است. در جهان آلمانی‌زبان، لش نقشی مشابه نیل دگراس تایسون، به عنوان پلی میان جامعه علمی و عموم مردم، ایفاء می‌کند.
در سال ۱۹۹۲ میلادی به عنوان استاد مدعو به دانشگاه تورنتو دعوت شد.
در سال ۱۹۹۴ میلادی وی از دانشگاه بن موفق به کسب بالاترین درجه علمی شایستگی شد.